# Ньюсом, Джоанна
Джоа́нна Кэрола́йн Нью́сом (англ. Joanna Caroline Newsom; род. 18 января 1982) — американская певица, автор песен, мультиинструменталистка и актриса.

## Ранние годы
Ньюсом родилась в Грасс-Валли, штат Калифорния, в семье докторов, и выросла в Невада-Сити. У неё есть старший брат Питер и младшая сестра Эмили. Троюродным братом Ньюсом является политик и нынешний губернатор Калифорнии Гэвин Ньюсом. Она изучала сочинение и творческое письмо в Миллз-колледже, однако бросила учёбу, чтобы сконцентрироваться на музыке.

## Карьера
После тура с Уиллом Олдхэмом она вскоре подписала контракт с лейблом Drag City и издала свой первый дебютный альбом The Milk-Eyed Mender в 2004 году.

У Ньюсом, возможно, самый необычный и богатый женский голос после Кристин Херш; подобно Кристин, она обладает даром звукоподражания, с каждым произношением давая словам новую жизнь. Всякий раз, когда Херш доходит до строчки «сумасшедший парень» из песни в альбоме Hips and Makers, она поет её иначе, грассируя, и фраза приобретает свежее звучание.

Вскоре после этого Ньюсом приняла участие в туре совместно с Девендра Банхарт и фолк-группой Vetiver и появилась на английском фестивале Green Man Festival в Уэльсе, снова становясь популярной и появляясь вновь в газетных заголовках.
В качестве сессионного музыканта работала с Вашти Баньян, Скоттом Индришеком, в проекте Nervous Cop, с группами Golden Shoulders, The Pleased.
Работа Джоанны стала известна в широких кругах инди-рок сцены и её авторитет возрос, благодаря множеству живых выступлений и появлению на шоу Jimmy Kimmel Live на канале ABC.
Несколько песен из альбома The Milk-Eyed Mender были представлены в альбомах её единомышленников и друзей:
- «Bridges and Balloons» — представлена в альбоме группы Decemberists на EP 2005 года Picaresqueties.
- «Sprout and the Bean» — в The Moscow Coup Attempt и Sholi.
- «Peach Plum Pear» — в Final Fantasy (Owen Pallett) на EP в 2005

Её второй альбом Ys был издан в ноябре 2006 года. В альбоме были представлены оркестровки, аранжировки Паркс, Ван Дайк, с инструментами и аппаратурой Steve Albini, и смикшированные знакомым лейбла Drag City — Jim O'Rourke. Во время путешествия Билл Кэлэген порекомендовал Джоанне послушать альбом Song Cycle, изданный Парксом, что подсказало ей способ аранжировки альбома Ys.

Четыре акта, четыре трека, четыре составные части альбома — и пятая вещь, Only Skin, как итоговая черта. Именно поэтому здесь так решительно и умело сходятся различные темпы и тембры, бал правит более пряная, нежели в других композициях, аранжировка. Семнадцать минут красоты — слушать не налюбоваться, раствориться и с трудом собрать себя после.

По словам певицы, на выбор названия (Кэр-Ис — по бретонской легенде великий город, погрузившийся на морское дно) косвенно повлияли стихийные бедствия 2004—2005 гг.: последствия урагана «Катрина» в Новом Орлеане и цунами на побережье Индийского океана.
Альбом исполнительницы попал в список работ, номинированных на престижную премию Shortlist Awards.
В течение тура 2007 года, Ньюсом начала исполнять свою новую 7,5 минутную, ещё не имеющую названия, композицию. В январе 2008 года Джоанна дебютировала с новой композицией в Сиднее (Австралия). Через некоторое время, в июле 2008, она сочинила новую 7-ми минутную композицию на пианино и исполнила её на фестивале Latitude Festival в Суффолке, (Англия), а позже, в тот же день, но уже в Лондоне — свою четвертую композицию.

## Личная жизнь
В феврале 2013 года, после пяти лет отношений, Ньюсом обручилась с актёром и комиком Энди Сэмбергом. В сентябре 2013 года они сочетались браком в Биг-Суре, Калифорния. В августе 2017 года стало известно, что у пары родилась дочь.

## Дискография
- The Milk-Eyed Mender (2004)
- Ys (2006)
- Have One on Me (2010)
- Divers (2015)

## Фильмография
| Год  |   | Русское название                             | Оригинальное название              | Роль     |
| ---- | - | -------------------------------------------- | ---------------------------------- | -------- |
| 2012 | с | Портландия                                   | Portlandia                         | арфистка |
| 2014 | ф | Врождённый порок                             | Inherent Vice                      | Сортилеж |
| 2016 | ф | Поп-звезда: не переставай, не останавливайся | Popstar: Never Stop Never Stopping | доктор   |